# Pik Talgar
Pik Talgar é um pico na parte norte das montanhas Tian Shan, no Cazaquistão. Recebeu o seu nome a partir do rio Talgar e da cidade com o mesmo nome. É o pico mais alto da subcordilheira Trans-Ili Alatau, atingindo os 4979 m de altitude. Devido à proximidade com a antiga capital do Cazaquistão, Almaty, é um destino popular para montanhistas.